# Cephalodella wrighti
Cephalodella wrighti is een raderdiertjessoort uit de familie Notommatidae. De wetenschappelijke naam van deze soort is voor het eerst geldig gepubliceerd in 1960 door Wulfert.